# キャットフード

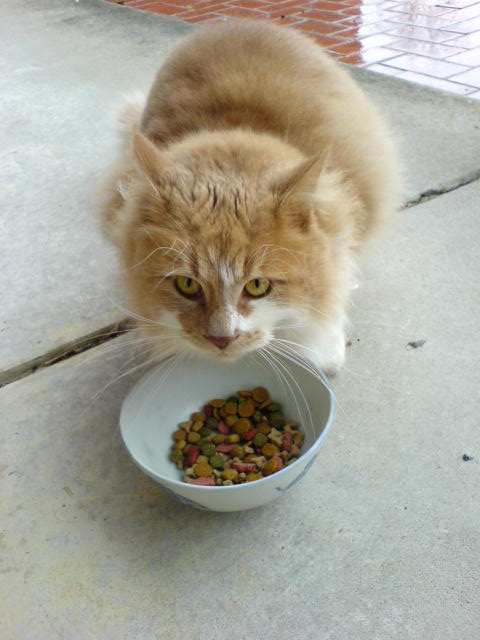
ドライタイプのキャットフードを食べる猫

キャットフード（英: cat food）は工業的に生産された猫用飼料である。猫の飼育に適した組成が工夫されている。

## 概要
本来肉食性である猫はタウリンなど必須栄養素が多い。市販のキャットフードはそれらを含んでおり、その他のペット用の飼料は主食として猫に適さない。日本で流通している物は海外産が多く、特に猫缶と呼ばれる魚肉のウエットフードにはタイ産が多い。猫缶にタイ産が多い理由は、ヒト用のシーチキンにタイ産が多いことと関連しており、シーチキン向けに不適合な赤身を猫用にしているためである。全てに当てはまる訳ではなく、白身を売りにしているものがあるが、安価な缶詰にはこのような物が多い。
国内ではペットフード、飼料に関する法規制が甘く添加物などを表記しなくても良いため、合成保存料、合成酸化防止剤などが添加されていても表記していない場合が多い。アメリカ合衆国ではアメリカ飼料検査官協会（AAFCO）によって全種表示が義務づけられており、BHTやBHAといった表記で確認できるので、気がかりであれば購入前によく調べる必要がある。

## 原料
一般的なブランドの多くが食品産業等の廃材を原料に使用している。ドライフードの主な使用原材料の例では、家禽副産物粉、○○副産物粉（ダイジェスト） と表記されている物が多い。これは鶏や動物の皮、内臓、骨、毛（鶏の羽毛は除く）までに至るまでのものをほぼ全ての物を粉末化している物である（肉骨粉も参照）。また、獣脂などはレンダリングで抽出している。このほか、大手ファーストフード店などから回収した廃油を転用しているという説もあり、この場合、特にショートニングのような合成油脂には自然界には存在しないトランス脂肪酸を含む場合が多い。レンダリングの場合、悪く言えば死体のごちゃ混ぜであり、低品質の可能性が高い。なお、日本国内にもレンダリング工場（化製場）が存在する。
そもそもドライフード自体が自然界にはない存在で、過剰に処理され固形となっていることと並んで、これらのトランス脂肪酸や添加物などが飼い猫の長寿化に伴う病気の顕在化となっているという説や、猫は基本的に肉食動物であり、穀類は不要であるという説もあり、アレルギーなどの原因という主張している会社、人も多い。市販されている一般的なドライフードの多くが基本的に穀物ベースであり、多くは大量のトウモロコシや米を含み、これに肉類と必須ビタミン類を添加している。上記の穀物類や、獣脂、畜産副産物粉などを原料にするのはコスト削減のためであり、安価なフードで利益をあげるためには欠かせない。近年では中国産原料の使用や材料の汚染なども問題（チャイナリスク）になってきている。
上記のような現状から一部のペットフードメーカには、もっと自然な製法や安全性を売りにするところがある。穀物や副産物類の含有率が低く、中にはオリジン・Innova EVOのように穀物を全く含まないブランドも若干ある。自然派ブランドの多くは人間が食べられる品質の原材料、製法や管理などの方法を使用し「ヒューマングレード」と称している。この種のブランドの多くは栄養を猫の自然な食事に合せるため、生の材料から作られている。自然派ブランドは一般的に、生肉に内臓、魚、粉砕骨、ハーブある種の生の植物、補助栄養素を加えている。ハーブ類も加えられることもあるが猫に有効性があるかは詳しくわかっていない。
またこれらの安全なペットフードはインターネットの普及によりインターネット通販サイトなどで手軽に購入することができる。
自家製の飼料を与えている飼い主もいる。既製品では安全なメーカであっても原料が汚染されていたと後からわかることもあり、どんなに安全といっても自らが製造を見たわけではない。自らが材料を探し、作る手作りは究極の手段とも言える。調理済みの肉や生肉、粉砕骨、野菜ピューレに添加物としてタウリン、その他ビタミン剤を加えている。本来、猫は生肉に含まれる多くの細菌に対して抵抗力があるが、肉には寄生虫その他病原体が含まれることがあり、そのため一旦凍結させてから用いることがある（訳注：寄生虫の成体、卵は冷凍によって破壊される）。添加するビタミン剤として、人間用のものを用いる場合と、猫専用のものを用いる場合とがある。獣医師は自家製飼料に消化酵素を添加することを勧める場合がある。このような自家製飼料に類似した生食を、パッケージにして販売する業者もある。パック入り飼料は冷凍保存し、必要な部分だけ解凍して与えるのが普通である。
手作りを支援する会社もあり、例としてオーストラリア等ではカンガルー肉のパックなど手作り関係も充実してきている。
何年も前から菜食主義キャットフードが販売されている。これは主に菜食主義者である飼い主をターゲットにしたものである。
しかし菜食主義キャットフードに対し、ほとんどの獣医師が反対している。猫は肉食動物であり、肉からでないと充分な栄養素を摂取できないからである。そのような栄養素の中には、タウリン、アラキドン酸、ビタミンA、ビタミンB12、ナイアシンが含まれる。これらは植物性材料からは充分に得られない。猫はこれらの多くを合成することはできるものの、これらを適切に添加したとしても、多くの菜食主義キャットフードには他の問題もある。尿が酸性になる問題は肉ベースの飼料では起こりにくい。若干のメーカはAAFCOのキャットフード栄養組成基準 AAFCO's Cat Food Nutrient Profile に合格しているというラベルを貼っているが、それ以外のメーカは製品単独で用いることを勧めず、他のものを足す必要があるとしている。この指示に従わず後者を総合栄養食だと思い込み、愛猫を栄養失調にし、場合によっては死に至らしめた経験を持つ飼い主も多い。
菜食を猫にまで押しつけるのは、菜食主義者に肉食を強制するような物であり、極めて自己中心的な行動といえる。

## キャットフードの形態
市販のキャットフードはドライフード（固形飼料）またはウェットフードの2種に大別される。ドライフードは袋詰め、ウェットフードは缶入り（猫缶）またはパウチに入れられるのが通常である。日本国内では見かけないが、生の飼料を冷凍して販売しているメーカもあり、パイ状・メダル状に分割して飼い主が自分で分割できるよう大きなブロックのまま販売される。
ドライフードは袋詰めの状態で数箇月、あるいは数年間の長期間保存ができる。遮光性を売りにしたパッケージやチャック付きのパッケージもあるが、酸化の点から開封後は早期（1箇月以内程度）に使い切ることが望ましい。ウェットフード（猫缶）はもっと小分けにして販売される。3、5.5、13オンス（グラム換算でそれぞれ約85、156、369）缶が一般的である。冷凍飼料はポンドいくらで販売される。
猫愛好家や獣医師はできるだけウェットフードや自家製飼料、生飼料を増やすべきで、全てをこれらにしてもいいと推奨している。これらの飼料が水分を多く含み、ドライフードと水で育てられた猫より健康に良い量の水分を摂取できると考えられることが最大の理由である。またこれらの飼料は総じて穀物他の炭水化物の量が少なく、ドライフードに比べ組成や食感が猫の自然な食餌に近い。ドライフードの利点は長持ちすることと価格（安価）である。ウェットフードや自家製・生飼料を用いると、猫の下部尿路疾患、糖尿病、慢性腎不全、便秘（時として巨大結腸をひきおこす）、肥満等がはっきり減少すると一般的に考えられており、多くの飼い主が、ウェットフード主体で飼育した場合に起こりやすいかもしれないとされる歯科上の問題よりも、これらの方が明らかに問題であると考えている。
逆に、ドライフードを主とすることを勧める愛好家や獣医師もいる。ドライフードを噛み砕く際に歯石がとれるというのである。しかし近年この利点は大したことがないとされた。獣医師によっては、ウェットフード特に魚味のものやプルトップの缶に入ったものは甲状腺機能亢進症と関連があると信じている。自家製飼料はドライ・ウェットフードよりも口腔内の健康になにがしかの益があると思われるが、口腔内の健康に関しては飼料より歯ブラシなどによる口腔ケア（飼い主や獣医師による）が重要である。
利便性と価格面から、飼い主はしばしばドライフードを好む。価格の差は明らかであり、そればかりか数日間も放置して猫に自由に食べさせることもできる。一方ウェットフードや生飼料は数時間で腐ったり不味くなったりする。しかしながらドライフードといえど何日もおくのは酸化の点から良くなく、また衛生面でも、食べかけのフードは唾液などが付き細菌が繁殖することがある。回数を決めて出したり、猫が近づくと自動的に開いたりするフードトレイ（タイマーセットできるものもある）などを有効活用すると良い。

## キャットフードの栄養価
この節全体の典拠は以下を参照
残飯よりも専用に調整された飼料の方がペットのためだというのは周知のことである。たまに残飯を与えるのは構わないが、過剰にあてがうとペットの栄養バランスが崩れる。「complete and balanced」（「栄養価が完璧でバランスがとれている」の意）と書かれたキャットフードを購入することがペットにとって栄養的に望ましい。
「complete and balanced」と表示するには、分析試験または飼育試験の結果がアメリカ飼料検査官協会（AAFCO）の基準を満たす必要がある。AAFCOの猫栄養専門分科会（Feline Nutrition Expert Subcommittee、FNES）は新しい栄養成分の基準を発表した。この基準は1992年に決まり、その後1995年に研究成果を反映させて改訂された。
これまでAAFCOが認める権威として全米科学研究委員会（US NRC）が勧告を行ってきたがAAFCOの栄養基準はこれを置き換えるものである。AAFCOの栄養成分の基準に基づいて「complete and balanced」と表示された飼料は定められた全ての栄養素の量が各々一定範囲に収まっていなければならない。分科会は現在の猫の栄養に関する情報を考慮してそれらの範囲を決定した。栄養素の比率はキャットフードメーカが飼料を生産する際の情報として活用できるように定められている。
現在の基準では栄養価にはライフステージによって成長・出産期向け、成猫の健康維持向けの二つが定められている。このため成猫向け飼料ではいくつかの栄養素が減らされており、過剰摂取を防ぐことができる。また、いくつかの栄養素については、最初から最大摂取量を守るよう躾ける必要がある。栄養失調より栄養過剰が今日のペットフードの多くに共通する問題になっているからである。
飼育試験のプロトコルも改訂された。このような改善の結果、AAFCOの栄養基準または飼育試験の合格ラベルがある場合、「complete and balanced」という記載はさらに信用できるようになり、消費者のためになった。これ以外のシールや宣伝文句、他の機関を名乗った証明などは安全性を増すものではなく、消費者を惑わすものとなりうる。
（訳註：日本では「complete and balanced」にあたるものは「総合栄養食」であり、（他の動物ではなく）猫用の飼料であることと共に、次のように表示される
- 「この商品は、ペットフード公正取引協議会の定める分析試験の結果、総合栄養食の基準を満たすことが証明されています。」ないしは
- 「この商品は、ペットフード公正取引協議会の定める給与試験の結果、総合栄養食であることが証明されています。」

ペットフード公正取引協議会の基準はAAFCOと同様である。ペットフード協会のサイトを参照されたい）
以下の表にAAFCOの栄養基準を掲載する（猫用）。尚、乾燥状態での表示であることに注意すべきである。商品に掲載されている分析結果は飼料の状態でのものである。それらは乾燥状態にしないと意味のある比較ができない。猫缶では75%が水であるから、乾燥状態の4倍の量として表示されている。固形飼料では10%が水であるから、1.1倍になっている。
国内でもAAFCOクリアとPRする物もあるがあくまでも基本的な物であり、参考程度にするべきである。
| 栄養素 | 単位 （乾燥状態） | 成長・出産期 下限 | 成猫の維持 下限 | 上限     |
| --- | ----------------- | ----------------- | --------------- | -------- |
| タンパク質 | %                 | 30.0              | 26.0            |          |
| アルギニン | %                 | 1.25              | 1.04            |          |
| ヒスチジン | %                 | 0.31              | 0.31            |          |
| イソロイシン | %                 | 0.52              | 0.52            |          |
| ロイシン | %                 | 1.25              | 1.25            |          |
| リジン | %                 | 1.20              | 0.83            |          |
| メチオニン-シスチン | %                 | 1.10              | 1.10            |          |
| メチオニン | %                 | 0.62              | 0.62            | 1.50     |
| フェニルアラニン-チロシン | %                 | 0.88              | 0.88            |          |
| フェニルアラニン | %                 | 0.42              | 0.42            |          |
| トレオニン | %                 | 0.73              | 0.73            |          |
| トリプトファン | %                 | 0.25              | 0.16            |          |
| バリン | %                 | 0.62              | 0.62            |          |
| 脂質b | %                 | 9.0               | 9.0             |          |
| リノレイン酸 | %                 | 0.5               | 0.5             |          |
| アラキドン酸 | %                 | 0.02              | 0.02            |          |
| 無機質 |                   |                   |                 |          |
| カルシウム | %                 | 1.0               | 0.6             |          |
| リン | %                 | 0.8               | 0.5             |          |
| カリウム | %                 | 0.6               | 0.6             |          |
| ナトリウム | %                 | 0.2               | 0.2             |          |
| 塩素 | %                 | 0.3               | 0.3             |          |
| マグネシウムc | %                 | 0.08              | 0.04            |          |
| 鉄d | mg/kg             | 80.0              | 80.0            |          |
| 銅（缶入）e | mg/kg             | 5.0               | 5.0             |          |
| 銅（固形飼料）e | mg/kg             | 15.0              | 5.0             |          |
| マンガン | mg/kg             | 7.5               | 7.5             |          |
| 亜鉛 | mg/kg             | 75.0              | 75.0            | 2000.0   |
| ヨウ素 | mg/kg             | 0.35              | 0.35            |          |
| セレン | mg/kg             | 0.1               | 0.1             |          |
| ビタミン類 |                   |                   |                 |          |
| ビタミンA | IU/kg             | 9000.0            | 5000.0          | 750000.0 |
| ビタミンD | IU/kg             | 750.0             | 500.0           | 10000.0  |
| ビタミンEf | IU/kg             | 30.0              | 30.0            |          |
| ビタミンKg | mg/kg             | 0.1               | 0.1             |          |
| サイアミンh | mg/kg             | 5.0               | 5.0             |          |
| リボフラビン | mg/kg             | 4.0               | 4.0             |          |
| パントテン酸 | mg/kg             | 5.0               | 5.0             |          |
| ナイアシン | mg/kg             | 60.0              | 60.0            |          |
| ピリドキシン | mg/kg             | 4.0               | 4.0             |          |
| 葉酸 | mg/kg             | 0.8               | 0.8             |          |
| ビオチンi | mg/kg             | 0.07              | 0.07            |          |
| ビタミンB12 | mg/kg             | 0.02              | 0.02            |          |
| コリンj | mg/kg             | 2400.0            | 2400.0          |          |
| タウリン（缶入） | %                 | 0.20              | 0.20            |          |
| タウリン（固形飼料） | %                 | 0.10              | 0.10            |          |
| 栄養素 | 単位 (乾燥状態)   | 成長・出産期 下限 | 成猫の維持 下限 | 上限     |
| 註 a エネルギー密度を 4.0kcal/g と仮定する。タンパク質、脂質、糖質の修正アトウォーター係数がそれぞれ3.5、8.5、3.5 kcal/g であることによる。食餌が 4.5 kcal/g を超す場合は、カロリーを減らさなければならないが、4.0 kcal/g 未満の場合は減らす必要はない。 b 脂質自体の必要量ははっきりしていないが、必須脂肪酸源、脂溶性ビタミンの元として、また食欲を改善するために、更にはエネルギー密度を適正にするために、下限値が設定されている。 c 自由に食べている状態の猫で、尿のpHが平均して6.4を下回らない場合は、食餌中のマグネシウム含量が増えるに従い尿路系におけるスツルバイト結石のリスクが増加する。 d 炭酸塩または酸化物の形での鉄の生体利用率は極めて低い。従って、それらを添加しても栄養価には含めるべきではない。 e 酸化物の形での銅の生体利用率は極めて低い。従って、それらを添加しても栄養価には含めるべきではない。 f 食餌1kgにつき、魚油1gあたり10IUのビタミンEを加える。 g 魚が乾燥質量の25%を超えない場合は、ビタミンKを添加する必要はない。 h サイアミンの90%までもが、加工（調理）により破壊されうる。加工後にここに示した値を満たしていなければいけない。 i 抗菌成分や抗ビタミン成分が含まれていない場合は、ビオチンを添加する必要はない。 j メチオニンはメチル基供与体としてコリンの代わりになる。メチオニンが0.62%を超えた場合はコリン1に対してメチオニンが3.75の比率である。 |                   |                   |                 |          |